# 20230 Бленчерд
20230 Бленчерд (20230 Blanchard) — астероїд головного поясу, відкритий 6 грудня 1997 року.
Тіссеранів параметр щодо Юпітера — 3,577.